# Denisa Dedu
Denisa-Ștefania Dedu (født 27. september 1994) er en rumænsk håndboldspiller, der spiller i CSM Bucuresti og Rumæniens kvindehåndboldlandshold.
Hun deltog under VM i håndbold 2011 i Brasilien og EM i håndbold 2016 i Sverige.
I 2012 deltog hun under Junior-VM i håndbold 2012 i Tjekkiet.